# 2 Park Avenue
2 Park Avenue es un edificio de oficinas de 28 pisos en el vecindario Murray Hill de Manhattan en la ciudad de Nueva York. La estructura, a lo largo del lado oeste de Park Avenue entre las calles 32 y 33, fue diseñada por Ely Jacques Kahn y desarrollada por Abe N. Adelson de 1926 a 1928. El edificio, conocido por su fachada de ladrillo y terracota arquitectónica de colores, es un hito designado por la ciudad de Nueva York.
La fachada de los primeros tres pisos está hecha de piedra y contiene en gran parte escaparates, excepto una entrada central en Park Avenue. La sección inferior del edificio ocupa casi todo su lote y el edificio contiene retranqueos en los pisos 11, 18 y 25. La fachada contiene una combinación de colores policromados sobre el piso 16, que incluye baldosas de terracota de colores fabricadas por Léon-Victor Solon. El diseño del vestíbulo principal abovedado data de la década de 1970, cuando se agregaron decoraciones como un mural de Winold Reiss. Los inquilinos de las oficinas a lo largo de los años han incluido los Boy Scouts of America, así como varias empresas textiles, de ropa, de medios y financieras.
El sitio había estado ocupado por el Park Avenue Hotel desde la década de 1870. El desarrollador Henry Mandel compró el hotel en 1925 junto con un desarrollo cercano; vendió el sitio a Adelson, quien construyó el edificio y emitió bonos para financiar el proyecto. El Continental Bank and Trust Company se hizo cargo del edificio en ejecución hipotecaria en 1935, y la empresa inmobiliaria Webb and Knapp lo adquirió en 1953. Después de varias ventas en la década de 1960, Sheldon Lewis Breitbart compró el arrendamiento de 2 Park Avenue en 1962. Breitbart renovó el vestíbulo después de comprar el edificio directamente en 1976. Bernard H. Mendik adquirió el edificio en 1986 después de que varios de los socios comanditarios del edificio acusaran a Breitbart de irregularidad. Mendik fusionó su empresa en 1997 con Vornado Realty Trust, que vendió el edificio en 2003 a una firma alemana. Morgan Stanley Real Estate es propietario de 2 Park Avenue desde 2007.

## Sitio
2 Park Avenue ocupa la sección este de una manzana en el vecindario Murray Hill de Manhattan en la ciudad de Nueva York, delimitada por la calle 32 al sur, Park Avenue al este y la calle 33 al norte; la manzana se extiende hacia el oeste hasta Madison Avenue.   El terreno del edificio tiene una superficie total de 40,500 cuadrado pies (3,760 m²) Mide 197.5 pies (60,2 m) de norte a sur y 205 pies (62 m) de oeste a este.   Las entradas a la estación de la calle 33 del metro de la ciudad de Nueva York están directamente fuera de las esquinas noreste y sureste del edificio.  El edificio está en la misma cuadra que 29 East 32nd Street hacia el oeste. Otros edificios cercanos incluyen el Hotel Grand Union al suroeste, el edificio Madison Belmont al noroeste, 4 Park Avenue al norte y 3 Park Avenue al noreste. 
La parte adyacente de Park Avenue tiene una pendiente ascendente de sur a norte.  El sitio formaba parte de la propiedad del comerciante Robert Murray del siglo XVIII.  En la década de 1860, después de que se construyera el túnel de Park Avenue, el segmento de la Cuarta Avenida entre las calles 34 y 40 pasó a llamarse Park Avenue, mientras que el nombre de la avenida al sur de la calle 34 permaneció sin cambios.  Las avenidas Fourth y Park en Murray Hill se habían desarrollado con residencias de lujo en la década de 1870. 
El sitio había estado ocupado anteriormente por el Park Avenue Hotel, que fue construido en 1878 por el empresario de productos textiles Alexander Turney Stewart y originalmente era un hotel para "chicas trabajadoras".   Este edificio tenía siete pisos de altura y contaba con un patio interior.  A pesar de haber sido destruido en un incendio en 1902 que mató a 17 personas, el hotel fue reconstruido y continuó funcionando durante dos décadas.   The New York Times describió el hotel como "una de las posadas más populares de la ciudad de Nueva York" cuando estaba en funcionamiento. 

## Arquitectura
2 Park Avenue fue diseñado por Ely Jacques Kahn en estilo Art Déco.    Se eleva 28  o 29 pisos   y mide unos 350 pies (110 m) hasta su techo.   La sección inferior del edificio ocupa casi todo su lote, pero hay un patio de luz orientado al oeste hacia el edificio adyacente. En el lado occidental del edificio, hay un retroceso a lo largo de las calles 32 y 33 en el piso 11.  Hay un retroceso en todos los lados en el piso 18, encima de la parte superior de las alas occidentales.   El edificio tiene otro retroceso en el piso 26; los tres pisos superiores se tratan como un ático.   La altura del edificio estaba destinada a maximizar las ganancias; Dado que los ascensores y otras áreas de servicio ocupaban una parte importante del área alquilable en los pisos superiores, no habría sido rentable construir una estructura más alta. 

### Fachada
La elevación occidental de la fachada, en Park Avenue, se divide en nueve tramos a lo largo de cada uno de los pisos 1 a los 17 y siete tramos en cada uno de los pisos 18 al 25. Generalmente, las dos bahías más exteriores están diseñadas de manera similar entre sí, y las bahías centrales comparten un diseño común que contrasta con las bahías exteriores.  Las elevaciones norte y sur están divididas cada una en diez bahías a lo largo de cada uno de los pisos 1 al 17. Las siete bahías más orientales se dividen en dos bahías exteriores y cinco bahías centrales (similar en diseño a la fachada de Park Avenue), mientras que las tres bahías más occidentales son nuevamente de diseño diferente. Estos se reducen a seis bahías en los pisos 18 al 25. 
La fachada contiene una combinación de colores policromados sobre el piso 16, que según Kahn se inspiró en la textura de la tela.   El amigo de Kahn, Léon-Victor Solon, diseñó los paneles de terracota policromada.    Estos consistían en paneles rojos, amarillos, verdes y azules con vidriado, y paneles negros con acabado brillante.  Según la biógrafa de Kahn, Jewel Stern, Solon había sido seleccionado porque era "la principal autoridad nacional en policromía arquitectónica".   En el momento de la finalización del edificio, pocos edificios utilizaban paneles de terracota de colores en las fachadas,   aunque dichos paneles eran característicos del trabajo de Kahn durante la década de 1920.  Kahn había querido incluir formas decorativas en el diseño del edificio, pero la ornamentación esculpida típica era difícil de ver desde la calle.   A diferencia de las decoraciones tradicionales (que se aplicaron a un muro cortina completo), los paneles de terracota en la fachada de 2 Park Avenue son parte del muro cortina en sí. 

#### Base

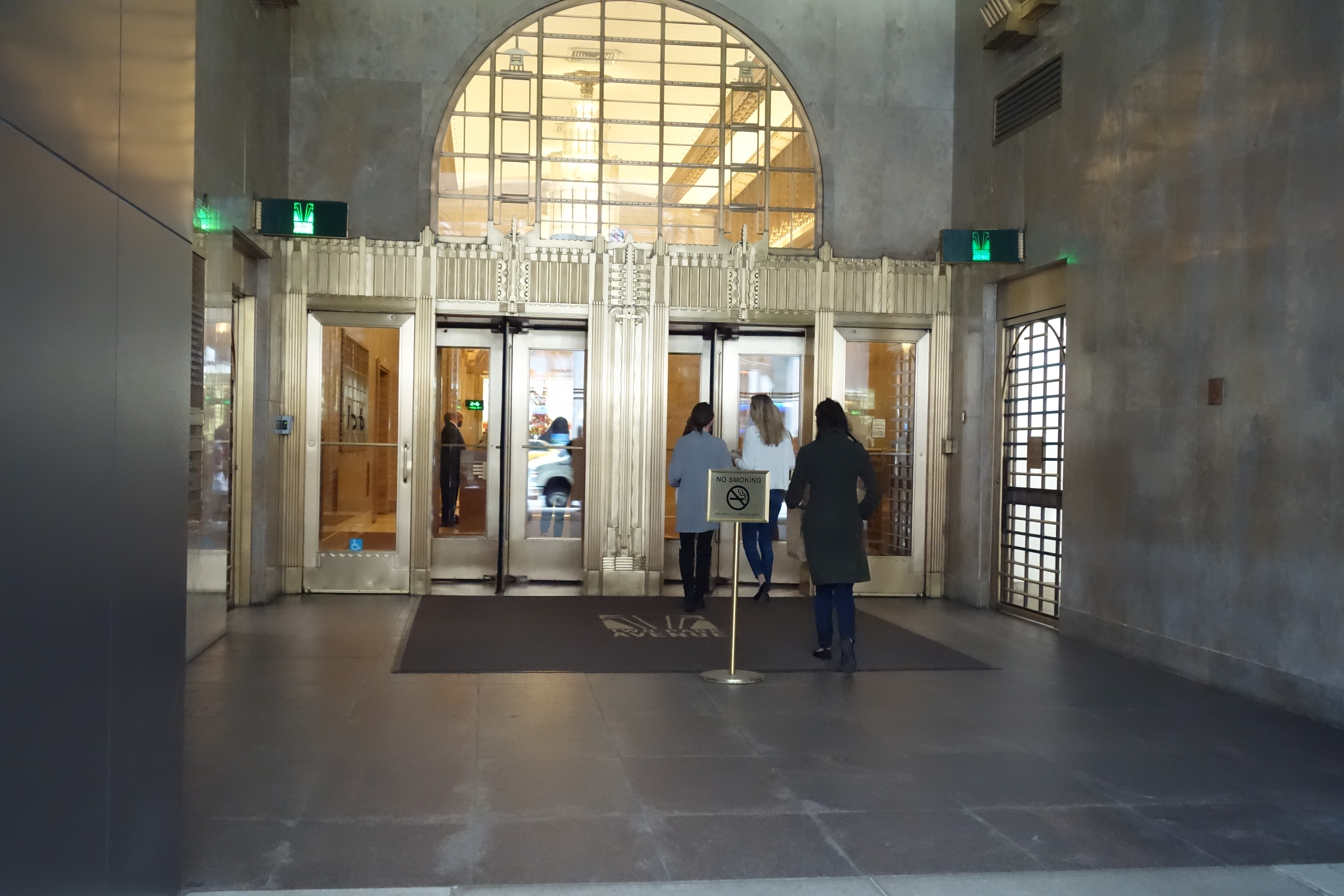
Puerta de entrada principal en Park Avenue

La entrada principal está empotrada dentro del tramo central.  Los suelos del vestíbulo están pavimentados en travertino.  La entrada principal al vestíbulo consta de dos puertas giratorias de bronce flanqueadas por puertas individuales de bronce; todos están decorados con motivos geométricos.   Encima de ellos hay una barra de espejo de popa de bronce ornamentada, así como una ventana semicircular.  El espejo de popa contiene motivos relacionados con máquinas, diseñados en un estilo que recuerda al trabajo de Frank Lloyd Wright.  El techo de mosaico pretendía evocar el diseño de un tapiz,  con teselas azules, negras y rojas, así como detalles dorados.  Las paredes a ambos lados están hechas de mármol gris pulido y originalmente contenían apliques de luz.   Cada una de las paredes laterales contiene una puerta de bronce con un letrero luminoso encima. La pared sur también tiene un directorio de inquilinos de bronce y la pared norte contiene una segunda puerta que conduce a los escaparates. 
En la parte inferior del primer piso hay un nivel freático hecho de granito. Los pisos primero al tercero están revestidos con piedra color canela, que combina con el ladrillo de los pisos superiores. El primer y segundo piso contienen aberturas de doble altura, divididas por pilares de piedra verticales. El primer piso incluye escaparates de metal y vidrio, encima de los cuales hay enjutas horizontales de hierro fundido. Se instalaron paneles frente a estas enjutas en algún momento del siglo XX antes de ser retirados. Cada ventana del segundo piso se compone de una gran ventana central entre un par de ventanas de guillotina más pequeñas, excepto en el tramo central de Park Avenue, que contiene cuatro ventanas de guillotina separadas por pilares triangulares. Hay una moldura cyma reversa encima de estas ventanas. En el tercer piso, los dos tramos más externos contienen cada uno dos ventanas de guillotina. Los tramos centrales están separados entre sí por amplios pilares triangulares; cada tramo tiene cuatro estrechas ventanas de guillotina separadas por pilastras planas.
Los tres pisos más bajos en Park Avenue, 32nd Street y 33rd Street son similares, con pequeñas excepciones. En la calle 33, hay una entrada secundaria en el quinto tramo desde el este, con puertas de bronce y vidrio. También se coloca una entrada de servicio no utilizada en la calle 32. Las dos bahías más occidentales de la calle 32 contienen muelles de carga de vehículos con persianas enrollables.

#### Pisos superiores

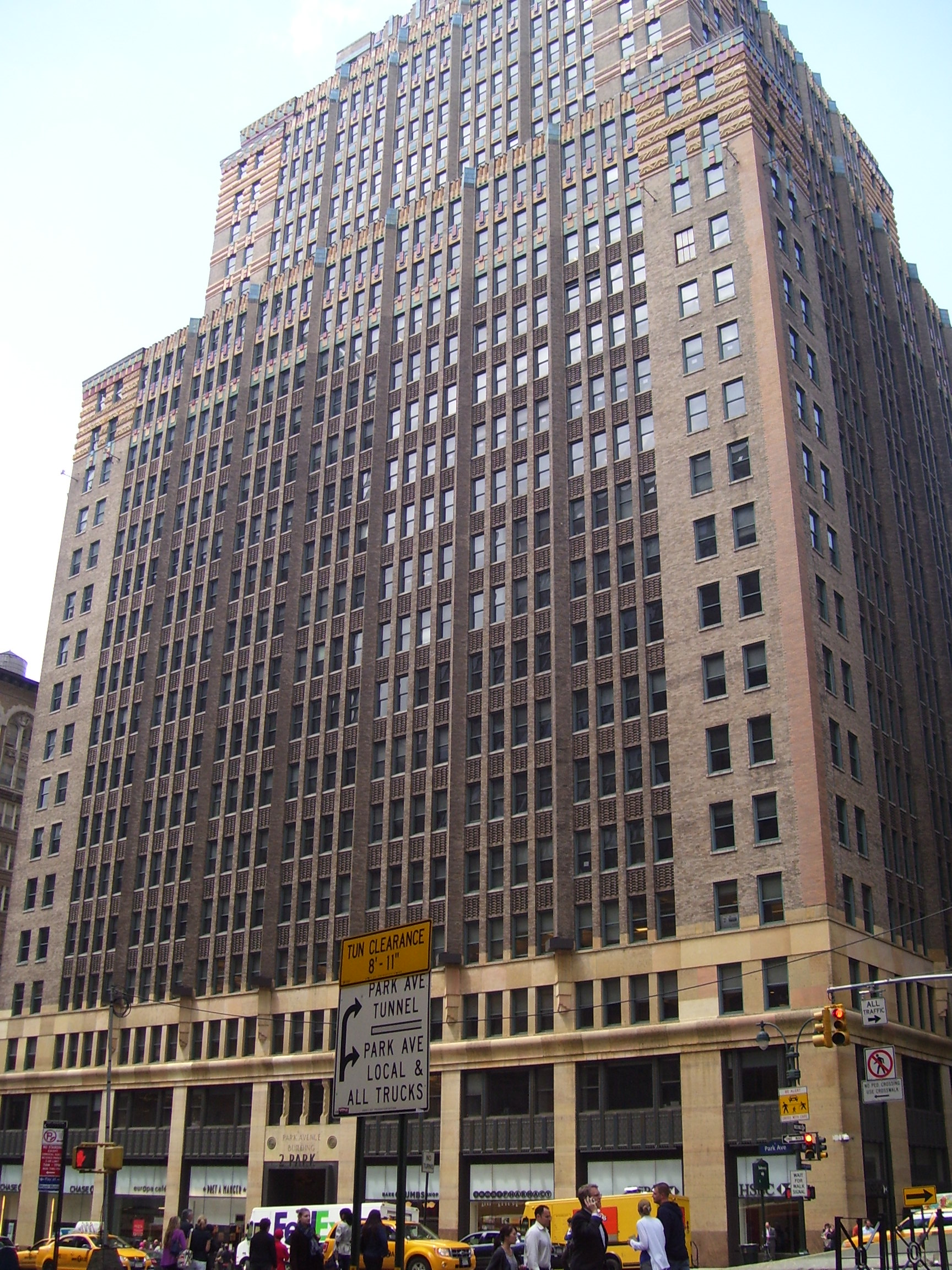
La elevación de Park Avenue está dividida en nueve tramos debajo del piso 17. Las siete bahías centrales son similares entre sí y contrastan con las dos bahías exteriores, que nuevamente son similares entre sí.

Los pisos superiores están revestidos de ladrillo. En las tres elevaciones, en los pisos 4 al 15, cada uno de los tramos exteriores tiene dos ventanas rectangulares por piso, que están separadas por pilastras planas. Las superficies planas de ladrillo de los tramos exteriores contrastan con las superficies texturizadas de los tramos centrales. Además, los ladrillos de los tramos exteriores son de tono más claro que los ladrillos de los tramos centrales, lo que proporciona un mayor contraste visual.
En las tres elevaciones, cada uno de los tramos centrales contiene cuatro ventanas en cada piso.  Las ventanas de cada tramo están separadas verticalmente por estrechas pilastras de ladrillo y horizontalmente por enjutas de ladrillo más oscuro, que tienen una textura que recuerda a una tela tejida.  Las enjutas contienen alternativamente cabeceras de ladrillo estrechas, que sobresalen de la pared, y bastidores de ladrillo más anchos, que están al ras de la pared.  Además, cada tramo de cuatro ventanas está separado por pilares triangulares de ladrillo, que se sostienen sobre ménsulas de piedra en el tercer piso y se elevan hasta el piso 17. En los retranqueos, los pilares de ladrillo están rematados por paneles de terracota azul.  En las elevaciones norte y sur, los tres tramos más occidentales también están revestidos con ladrillo y divididos por pilares triangulares, pero solo hay tres ventanas por tramo. 
Entre el piso 16 y el techo hay paneles de terracota policromada, diseñados con varios motivos geométricos y abstractos.  En los tramos centrales, las enjutas sobre los pisos 15 y 16 contienen motivos geométricos superpuestos en rojo, amarillo, verde y azul.  Los paneles sobre el piso 17 se tratan como una sección de ático, con diferentes diseños sobre los tramos central y exterior.  Las ventanas centrales están rematadas por barras amarillas salientes, mientras que los pilares de ladrillo están rematados por terracota azul. En los tramos más exteriores, las ventanas de los pisos 16 y 17 están intercaladas con bandas horizontales de color naranja y amarillo. Por encima del piso 17, las bahías exteriores contienen bandas rojas, azules y negras (de abajo hacia arriba), cada una con barras verticales amarillas.  Los paneles exteriores sobre el piso 17 contienen formas curvas, los únicos motivos curvos utilizados en cualquiera de los paneles de terracota. 
Por encima de los pisos 18 al 22, hay una enjuta azul sobre amarillo sobre cada una de las ventanas en los tramos centrales. Los tramos exteriores contienen bandas horizontales de color naranja y amarillo entre las ventanas de cada piso. Las enjutas entre los pisos 24 y 25 contienen motivos geométricos en rojo, amarillo, verde y azul, mientras que las ventanas en los tramos exteriores están intercaladas con bandas horizontales de naranja y amarillo. Por encima del piso 25, los tramos central y exterior están rematados por un adorno similar al del piso 17.  La principal diferencia es que las bahías exteriores contienen incisiones por encima del piso 25.  Los tres pisos superiores están decorados de manera similar a los pisos 16 y 17 y 24 y 25, excepto que los tramos exteriores también tienen colores terracota. 

### Interior

#### Planta baja y vestíbulo
La entrada principal al edificio es desde Park Avenue, aunque el edificio también tiene entradas desde las calles 32 y 33, todas conectadas a través de pasillos. En el sótano también había una entrada desde la estación de metro.   El diseño del vestíbulo consistía en gran parte en bronce, mármol y mosaicos, dispuestos en motivos geométricos superpuestos.   El pasillo de Park Avenue contenía pisos de travertino. Cada una de las paredes constaba de un alto revestimiento de madera de mármol gris, encima del cual había un friso de yeso dorado con motivos como plantas, galones, volutas, prismas y formas de columnas. Los candelabros octogonales de bronce y vidrio, con paneles de vidrio en voladizo, inicialmente se suspendieron del techo mediante varillas de metal.  El vestíbulo de Park Avenue cruza un pasillo abovedado de norte a sur que conecta las calles 32 y 33.  El pasillo norte-sur originalmente tenía candelabros de varios niveles, cada uno con ocho colgantes de bronce.   El pasillo norte-sur contenía un arco que conducía de regreso a Park Avenue, rematado por un colorido tímpano.  Las luces, el buzón y las rejillas de los radiadores estaban decorados de forma similar al resto del vestíbulo.  
En la década de 1950, muchas de estas decoraciones fueron reemplazadas, mientras que el techo se pintó de blanco.  Durante una renovación en la década de 1970, se agregaron al vestíbulo un mural de Winold Reiss del horizonte de la ciudad de Nueva York y candelabros de vidrio Sabino.   El mural procedía de un restaurante Longchamps en la calle 59 y Madison Avenue, mientras que los candelabros procedían de unos grandes almacenes Simpson en Toronto, Ontario. El techo también estaba pintado de azul.  Originalmente, también había nueve escaparates a nivel del suelo. 

#### Otros espacios interiores
Debajo del nivel de la calle se encuentran las plataformas de carga y carga.  Cada uno de los pisos más bajos abarca 40,000 pies cuadrados (3700 m²) Por encima del retroceso del piso 17, cada uno de los pisos tiene 22,500 cuadrado pies (2,090 m²) Aunque 2 Park Avenue podía albergar oficinas y salas de exposición, sus desarrolladores también querían poder alquilar el espacio a fabricantes si no había suficientes inquilinos para oficinas o salas de exposición. En el momento de la construcción del edificio, hasta el 25 por ciento del espacio podría utilizarse para la fabricación. En consecuencia, las losas del piso de 2 Park Avenue tenían una alta capacidad de carga en el piso y también incluían montacargas y otros servicios. 
El edificio contiene 26 ascensores.    A nivel del suelo, los ascensores están agrupados donde se cruzan los pasillos de cada entrada. En los pisos restantes, hay salas mecánicas que rodean cada grupo de ascensores.  La superestructura utilizó 10,000 short tons (8,900 long tons; 9,100 t) de acero.   Los pisos del 1 al 17 están divididos por pilares, que están espaciados 21 a 22 pies (6,4 a 6,7 m) separados en sus centros; en la parte trasera de cada piso, los pilares están más espaciados. Los techos medían 12 pies (3,7 m) de altura, proporcionando amplios espacios de trabajo para los inquilinos industriales. Los espacios de trabajo encima del piso 17 eran generalmente menos profundos y acomodaban a los inquilinos de oficinas.  En el piso 20 hay un centro de negocios con espacio de coworking, 74 oficinas y salas de reuniones. 

## Historia
El desarrollador Henry Mandel adquirió los lotes en el lado este de la Cuarta Avenida entre las calles 32 y 33 en 1923 con el nombre de "One Park Avenue Corporation". Tenía la intención de construir un edificio de oficinas en el lugar. Desde que se restableció el sistema de numeración de casas en el extremo sur de Park Avenue, los edificios entre las calles 32 y 34 originalmente tenían direcciones de la Cuarta Avenida. Park Avenue se amplió hacia el sur desde la calle 34 a la 32 en 1924,  pero las controversias sobre el cambio de nombre continuaron hasta 1930.  Durante mucho tiempo había sido difícil reconstruir el sitio del hotel Park Avenue porque estaba frente a un depósito de tranvía al otro lado de Park Avenue, que fue demolido para dar paso a 1 Park Avenue. 

### Desarrollo
Mandel compró el antiguo Park Avenue Hotel en mayo de 1925, con planes de construir 2 Park Avenue, un edificio de oficinas de 35 pisos, en el lugar.   Inmediatamente comenzó a planificar el nuevo desarrollo, a pesar de que el hotel continuó funcionando bajo un contrato de arrendamiento que no expiró hasta 1927.  Mandel quería conectar 1 y 2 Park Avenue a través de un paso subterráneo que también proporcionara acceso al metro.  El sitio del Park Avenue Hotel se vendió nuevamente en abril de 1926, esta vez a Abe N. Adelson, quien formó Two Park Avenue Corporation para desarrollar el edificio.   Ese septiembre, el Park Avenue Hotel cerró y se vendieron todos sus muebles. 
Ely Jacques Kahn fue contratado para desarrollar planos alternativos para un edificio industrial o un edificio de oficinas, ya que los propietarios no sabían qué desarrollar en el sitio.   La firma de Kahn, Buchman and Kahn, creó cuatro bocetos separados del edificio en cuatro meses. El primer boceto, el esquema A, preveía una base con múltiples retranqueos y una torre central con cubierta piramidal. El esquema B era una variación del esquema A con esquinas diagonales y sin techo piramidal.  Los esquemas C y D también representaban una torre central sobre una base con múltiples retrocesos, pero los retrocesos en el esquema D eran más simples que los del esquema C.  Los planos finales requerían una masa mucho más simple sin torre.  Buchman y Kahn presentaron planes para un edificio en el número 2 de Park Avenue, que costaría 4 millones de dólares, en octubre de 1926.  La estructura iba a diseñarse en estilo Art Déco, lo que lo convertiría en uno de los primeros edificios de oficinas en Manhattan diseñado en ese estilo. Para maximizar el espacio utilizable, Kahn diseñó la estructura como un bloque casi cuadrado con grandes superficies y un patio luminoso en la parte trasera. 
Solon y Kahn crearon maquetas de los paneles de terracota de la fachada utilizando yeso y cajas de cartón.  Luego, la Federal Terra Cotta Company creó maquetas de tamaño real de los paneles para ver cómo se veían desde 250 pies (76,2 m) lejos.  Aunque Adelson dudaba de la eficacia de estos diseños, el arquitecto consultor Raymond Hood aseguró al desarrollador la experiencia de Kahn.   Halley, Knox & Koenig proporcionaron una hipoteca de 1,25 millones de dólares sobre el sitio en diciembre de 1926.   El mes siguiente, SW Straus & Co. proporcionó 9 millones de dólares en financiación permanente, incluida una primera hipoteca de 6,5 millones de dólares.   Straus también había tratado de convencer a Kahn de que bajara el tono del colorido diseño, pero Kahn respondió que sus paneles serían menos costosos que la decoración escultórica tradicional.  Straus estableció Park Avenue y 33rd Street Corporation, que emitiría 6,5 millones de dólares en bonos de fondos de amortización, garantizados por el terreno y el edificio.  
La empresa siderúrgica Shroder & Koppel comenzó a construir la superestructura de acero a finales de marzo de 1927, momento en el que se arrendó más de una quinta parte del edificio.   Ese julio, el Congreso de la Construcción de Nueva York otorgó premios de artesanía a muchos trabajadores que participaban en la construcción.  En noviembre de 1927, el edificio estaba prácticamente alquilado en su totalidad.  Dos meses después, Two Park Avenue Corporation organizó una cena en la que entregó una copa ceremonial a Adelson, en honor a su participación en el desarrollo del edificio. 

### Década de 1920 a 1940

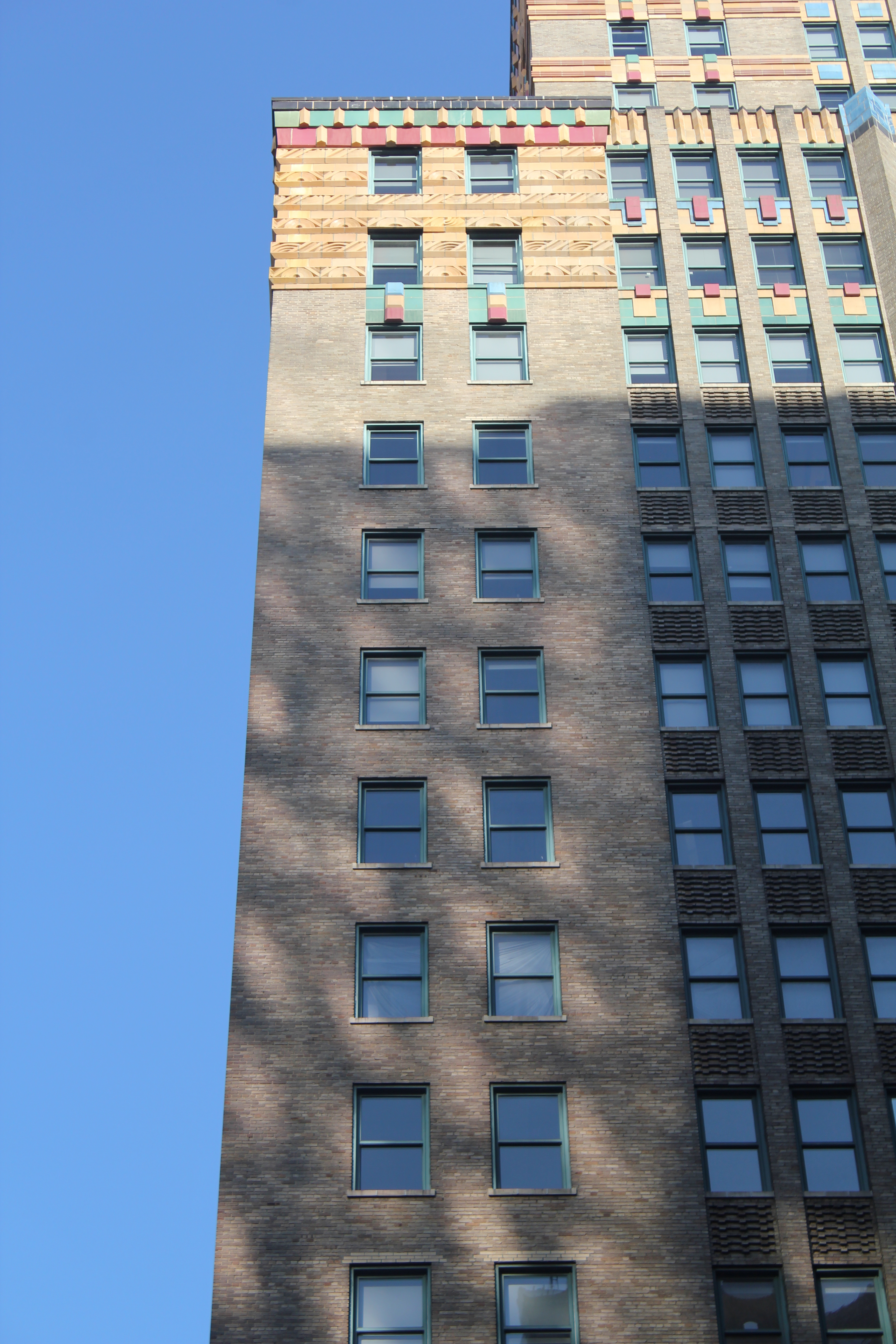
Detalle de la bahía exterior

Cuando se completó el edificio, sus escaparates estaban ocupados por Seward National Bank,  Block, Maloney & Co.,  y Bloomsburg Silk Mill.  Varios comerciantes de productos textiles y textiles ocupaban los pisos inferiores,  incluidos Mills & Gibb.   Entre los inquilinos más grandes se encontraban Peierle, Buhler & Co.   y Robert Reis & Co., cada uno de los cuales ocupaba tres pisos completos.   En el piso 17 se encontraba la sede nacional de los Boy Scouts of America.  Los ocupantes de los pisos 18 al 25 incluían la United States Leather Company,  la Asociación de Empleadores de Oficios de la Construcción,   y la firma de publicidad Gardiner & Wells.  La Asociación de Empleadores de la Construcción, que ocupaba todo el piso 25, intentó llamar al edificio "New York Builders' Exchange".  Los dos pisos superiores eran las oficinas de Buchman & Kahn, los propios arquitectos del edificio.   La organización política Tammany Hall también alquiló temporalmente un espacio en 2 Park Avenue mientras se completaba su sede permanente en 44 Union Square. 
El Straus National Bank and Trust Company colocó una segunda hipoteca de 2,5 millones de dólares sobre la propiedad en julio de 1929.   En ese momento, los agentes del edificio citaron que 2 Park Avenue estaba completamente alquilado.  El mismo año, el desarrollador inmobiliario Robert W. Phillips citó 2 Park Avenue como uno de varios edificios altos exitosos que se habían desarrollado recientemente.  Entre los inquilinos del edificio a principios de la década de 1930 se encontraban la Royal Typewriter Company,  la Metropolitan Life Insurance Company,  el fabricante de camisas Cluett Peabody & Company,  varias empresas de cuero,  y varios fabricantes de pañuelos.  En febrero de 1934, Continental Bank and Trust Company intentó ejecutar la primera hipoteca de 6,5 millones de dólares de SW Straus & Co.   En ese momento, 8.000 personas poseían 8,175 millones de dólares en bonos pendientes del edificio, más de dos tercios de los cuales acordaron un plan de reorganización.  El edificio fue subastado en agosto de 1934   y Continental se hizo cargo del edificio ese mes.   En los nueve meses posteriores a la reorganización, 2 Park Avenue obtuvo una ganancia neta de 225.000 dólares. 
Los funcionarios de Hunter College alquilaron tres pisos y medio en 2 Park Avenue en febrero de 1936, después de que el edificio existente de Hunter se incendiara,   y la universidad agregó varias aulas y salas de estudio al espacio en tres semanas.  Hunter continuó alquilando espacio en 2 Park Avenue durante varios años.  Otros inquilinos durante la década de 1940 incluyeron Bibb Manufacturing Company,  Home Owners' Loan Corporation,  la Misión de Estados Unidos ante las Naciones Unidas,  y una oficina regional de la Junta Nacional de Relaciones Laborales.  En particular, la presencia de la misión de las Naciones Unidas llevó al New York Times a caracterizar el número 2 de Park Avenue como "nuestra embajada mundial en Park Avenue".  En 1947, Two Park Avenue Building Inc. refinanció el edificio con una hipoteca de 4,76 millones de dólares, reemplazando la primera hipoteca original.  

### Década de 1950 a 1970

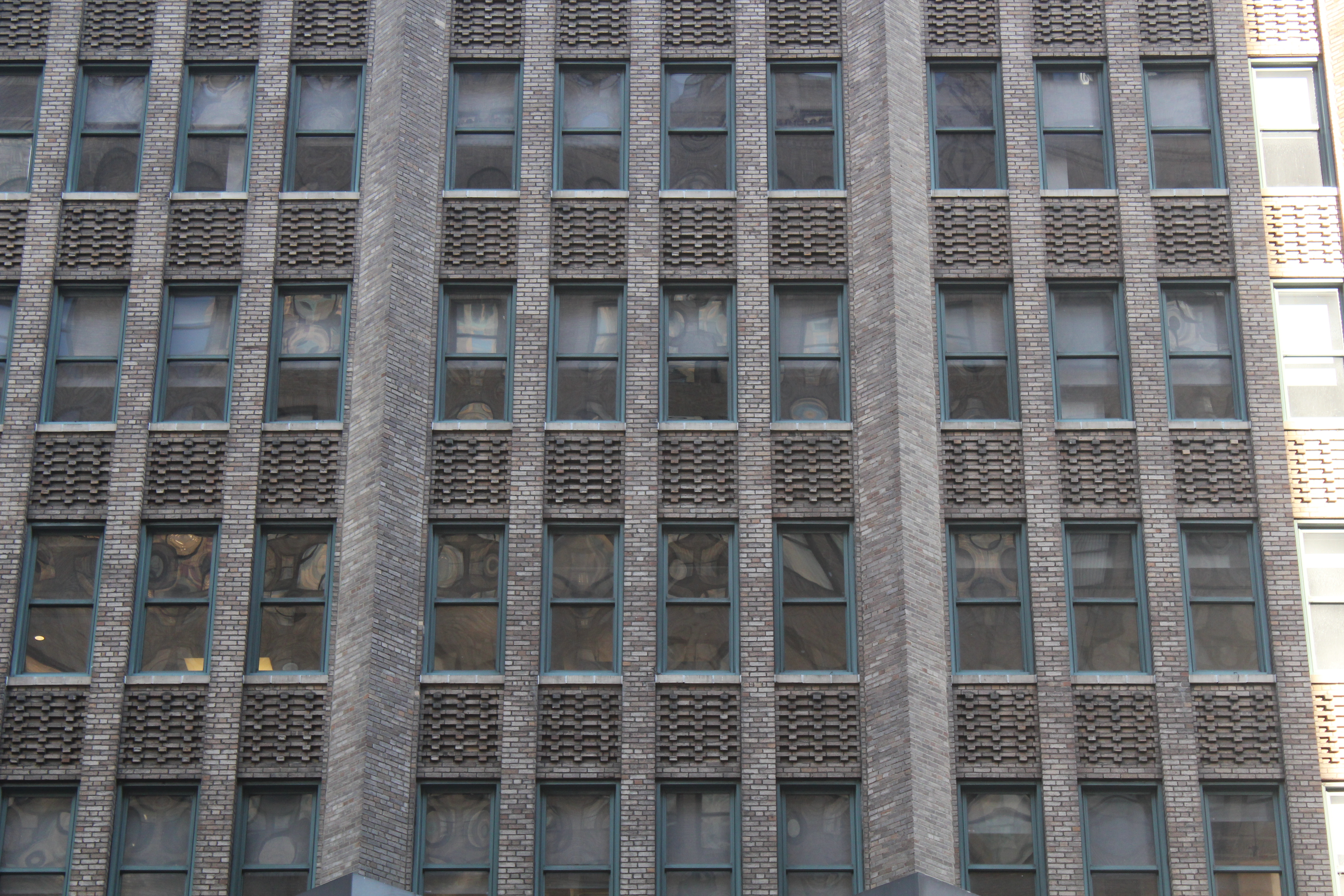
Detalle de ventanas y enjutas en vanos centrales

Bankers Trust alquiló algo de espacio en la década de 1950,  al igual que el Comité de Europa Libre.  La empresa inmobiliaria Webb and Knapp adquirió el control del número 2 de Park Avenue en abril de 1953, pagando una hipoteca de 2,7 millones de dólares.  Ese noviembre, Connecticut Life Insurance Company otorgó un préstamo hipotecario de $6,75 millones para el número 2 de Park Avenue a Webb y Knapp.   Durante la década de 1950, el edificio estaba ocupado en un 98 por ciento por empresas de diversos sectores. Estos incluían los Boy Scouts, la Blue Shield Association, Chase Manhattan Bank, el Empire City Savings Bank, la Administración Federal de Vivienda, Phoenix Mutual Life Insurance y Radio Free Europe .  El bufete de abogados Herrick Feinstein también alquiló un espacio en 1957 y permaneció allí durante más de medio siglo,  mientras que el editor W. A. Benjamin alquiló un espacio en los años 1960.  Durante un período de cinco años, a finales de la década de 1950 y principios de la de 1960, el edificio se sometió a una renovación de 3 millones de dólares, que incluyó la automatización de 16 ascensores operados manualmente. 
En 1960, Webb y Knapp tenían dificultades financieras y habían vendido una participación parcial en 2 Park Avenue y varios de sus otros edificios.  William Zeckendorf, presidente de Webb and Knapp, testificó posteriormente que el edificio fue vendido en junio de 1959 al empresario de Chicago Henry Crown, con la salvedad de que Zeckendorf tenía que volver a comprarlo si se cumplían ciertos criterios. Crown le pidió a Zeckendorf que volviera a comprar el edificio en enero de 1961, y Zeckendorf contrató a Samuel Lemberg para comprar 2 Park Avenue, que luego Lemberg vendió a Joseph Lubin.  En junio de 1962, Sheldon Lewis Breitbart de Breitbart Corporation compró el arrendamiento de 2 Park Avenue a una sociedad limitada, Two Park Avenue Company.   El mes siguiente, Breitbart vendió el arrendamiento por 8,35 millones de dólares a Two Park Avenue Company.  Uno de los fideicomisarios de Zeckendorf, Mortimer M. Caplin, demandó a Zeckendorf en 1967, alegando que las transacciones eran parte de una tendencia de mala gestión.   Caplin abandonó sus quejas contra las dos transacciones de Park Avenue en 1972 a cambio de un acuerdo de 35.000 dólares. 
Breitbart compró el terreno y el edificio directamente en 1976, pagando 4 millones de dólares a Ann L. Goldstein y Barbara Goldsmith.  Al año siguiente, Breitbart contrató a Kwan Lau y Beverly Birks para renovar el vestíbulo con decoraciones Art Deco que fueron populares a mediados del siglo XX. Durante esa década, los inquilinos de 2 Park Avenue incluían al editor E. P. Dutton, las oficinas editoriales de Harper's Magazine,  y las oficinas de la revista Esquire.  Además, entre los inquilinos comerciales del edificio se encontraba el restaurante francés La Coupole. 

### Décadas de 1980 y 1990

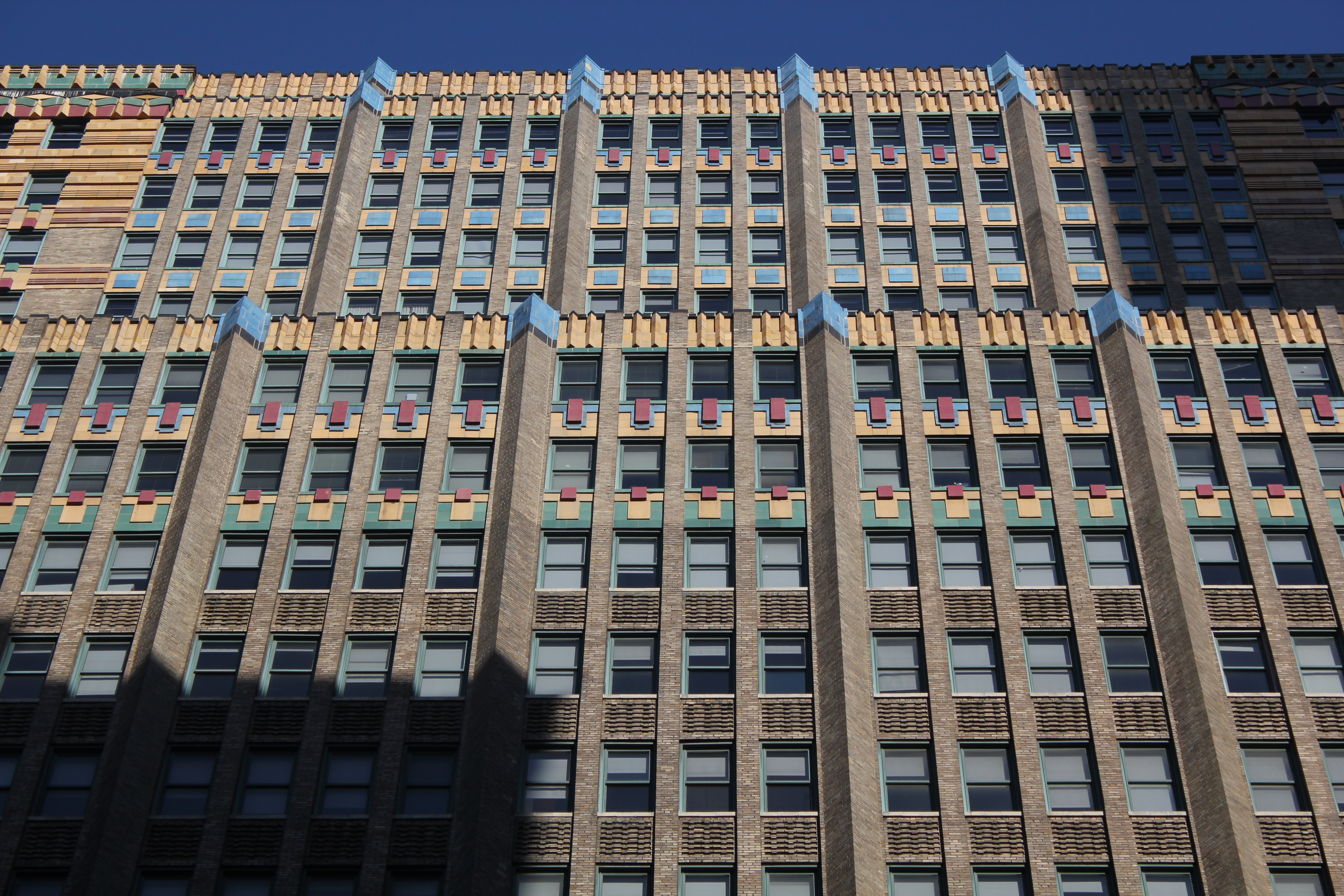
Adorno de terracota policromada.

El abogado Alan E. Bandler compró en secreto una participación en la propiedad del edificio en 1982, después de que Breitbart se negara a permitir que el socio de Bandler, Julien Studley, comprara una participación en la propiedad. Bandler y Studley compraron más acciones en 2 Park Avenue durante los dos años siguientes, pero Breitbart también se negó a reconocer que los hombres eran propietarios parciales. En un intento por obtener la propiedad total del edificio, Bandler y Studley convencieron a algunos de los 1.040 socios comanditarios del edificio para que presentaran una demanda colectiva contra Breitbart, basándose en que había pagado "honorarios de gestión excesivos y no autorizados" a sí mismo y a su esposa Bárbara.  La Corte Suprema de Nueva York falló a favor de Breitbart, pero el juez interino de la Corte de Apelaciones, Francis Pecora, revocó la decisión de la Corte Suprema. El tribunal de apelaciones dictaminó que Breitbart tenía que pagar 6 millones de dólares en daños, obligó a Breitbart a dimitir como socio general del edificio y nombró a John Bower como síndico para vender la propiedad.   Bandler alegó que no se debería permitir a Breitbart vender 2 Park Avenue a menos que Breitbart reconociera la participación de propiedad de Bandler. 
Bower contrató a Williams Real Estate Company, que recomendó que el edificio se vendiera inmediatamente para que los socios comanditarios pudieran recibir una desgravación fiscal sobre las ganancias de capital.  El edificio se vendió en una subasta en diciembre de 1986 a un sindicato de Bernard Mendik y EF Hutton por 151 millones de dólares.   A pesar de no proporcionar documentación por su trabajo, Bower recibió 7,7 millones de dólares por su papel en el procedimiento de administración judicial, o alrededor de 4.000 dólares la hora.  Esto fue aproximadamente 70 veces mayor que el siguiente pago más grande por un procedimiento de administración judicial en el estado de Nueva York.  Esto representó el cinco por ciento del precio total de venta, el máximo permitido por la ley estatal. Breitbart apeló el laudo en febrero de 1988, lo que llevó al semanario Manhattan Lawyer a publicar tres artículos sobre la transacción. La división de apelaciones del estado anuló los honorarios de Bower en junio, pero Pecora los restableció en agosto sin celebrar una audiencia. Después de otra apelación en diciembre de 1988, la división de apelaciones redujo el pago a 5 millones de dólares, citando la "naturaleza compleja y la altísima calidad del servicio prestado"; esto seguía siendo 40 veces mayor que el siguiente pago más grande a un síndico en Nueva York. 
En la década de 1990, el edificio albergaba la sede de New York Newsday, la edición de la ciudad de Nueva York del diario Newsday de Long Island. El restaurante American Place también abrió en el edificio en ese momento. A pesar de la recesión económica de principios de la década de 1990, 2 Park Avenue y otras propiedades de Mendik permanecieron ocupadas en más del 95 por ciento debido a lo que Crain's New York describió como la "reputación de gestión de calidad" de Mendik. En 1996, Mendik anunció que formaría un fideicomiso de inversión en bienes raíces para controlar siete de sus propiedades en Midtown Manhattan, incluido 2 Park Avenue. Esta medida permitiría a Mendik recaudar hasta 220 millones de dólares. Al año siguiente, Mendik anunció que su empresa se fusionaría con Vornado Realty Trust de Steven Roth, dando a Vornado el control de 2 Park Avenue y otras propiedades de Mendik. A finales de la década de 1990, el vecindario era un centro para empresas editoriales, y Matthew Bender & Company y Times Mirror Company ocupaban 2 Park Avenue.

### 2000 hasta el presente
Una sucursal del restaurante de quesos Artisanal abrió en el edificio en 2001,  y Hartford Financial Services se mudó al edificio ese año después de ser desplazado en los ataques del 11 de septiembre .  Vornado puso el edificio a la venta en mayo de 2003; en ese momento, estaba arrendado en un 99 por ciento.  Ese agosto, la empresa alemana SEB Immobililien-Investment GmbH acordó comprar el edificio por 157 millones de dólares. Sus inquilinos en ese momento incluían Tribune Company (sucedida por Bonnier Corporation), Simplicity Pattern, New York Community Trust y United Way of New York City.  Varios inquilinos también alquilaron espacio a mediados de la década de 2000, incluida la compañía de seguros de vida Penn Mutual  y la compañía de fragancias Coty Inc.  La Comisión de Preservación de Monumentos Históricos de la Ciudad de Nueva York (LPC) designó 2 Park Avenue y la cercana 404 Fifth Avenue. como hitos oficiales de la ciudad el 18 de abril de 2006.  L&L Holding y General Electric Pension Trust compraron 2 Park Avenue el mismo año por 450 millones de dólares   y refinanciaron el edificio en una transacción totalmente en efectivo.  Morgan Stanley Real Estate pagó 519 millones de dólares por una participación mayoritaria en el edificio a principios de 2007. 
Cushman & Wakefield se hizo cargo del arrendamiento del edificio en 2010.  Entre los principales inquilinos de oficinas a principios de la década de 2010 se encontraban la firma de moda Kate Spade New York, así como British Airways, la Sociedad Estadounidense de Ingenieros Mecánicos, el Sistema de Salud North Shore-LIJ y Gilt Groupe.  Los inquilinos comerciales del edificio incluían Europa Café, Crumbs Bake Shop y Pret a Manger, que enfrentaban la competencia de los camiones de comida en Park Avenue. El administrador del edificio solicitó en 2011 que el Departamento de Transporte de la ciudad de Nueva York creara una zona prohibida fuera del número 2 de Park Avenue; Afirmó que los propietarios de camiones de comida habían causado daños por miles de dólares, lo que provocó quejas de los inquilinos.   En 2014, el edificio estaba totalmente alquilado después de que la empresa de ropa Talbots alquilara un espacio comercial.   Otros inquilinos a mediados de la década de 2010 incluyeron la empresa textil Delta Galil Industries   y la empresa de tecnología The Trade Desk.  

## Recepción
De todos los edificios que diseñó Ely Jacques Kahn, 2 Park Avenue recibió la mayor atención por parte de los críticos de arquitectura.  Cerca de la finalización del edificio, Solon trajo a Michael A. Mikkelson de Architectural Record para ver el edificio. Mikkelson pensó que el edificio iniciaba "un nuevo capítulo en la historia del diseño de rascacielos".  La visita también impulsó a Mikkelson a publicar un "Portafolio de arquitectura actual" de 22 páginas en abril de 1928, presentando exclusivamente 2 Park Avenue.  Cuando se completó el edificio, el crítico de arquitectura Lewis Mumford elogió la fachada, la masa y el interior del edificio, a pesar de su desdén general hacia los rascacielos.  Mumford dijo que la forma y la fachada se combinaron para crear "la nota más audaz y clara entre todos nuestros logros recientes en arquitectura de rascacielos".  Architectural Record describió el vestíbulo del edificio como "probablemente el más impresionante del país". 
El fotógrafo Cervin Robinson tomó una imagen del número 2 de Park Avenue, con el Empire State Building detrás, para su libro de 1975 Skyscraper Style: Art Deco New York. Esto llevó a Paul Goldberger del New York Times a describir la escena como una de varias que "merecen convertirse en clásicos".  Cuando se renovó el vestíbulo del edificio en 1977, Goldberger escribió: "Todo es brillante, reluciente y lleno de entusiasmo por el Art Déco", criticando sólo el techo azul.  El historiador de la arquitectura Anthony W. Robins describió el número 2 de Park Avenue como el que contiene una de las "fachadas Art Déco más llamativas" de la ciudad de Nueva York.  Según los escritores Jewel Stern y John A. Stuart, 2 Park Avenue fue "el proyecto que confirmó la reputación de Kahn como modernista". 

### Citas
1. 1 2 3 4  «2 Park Avenue, 10016». New York City Department of City Planning. Archivado desde el original el 6 de mayo de 2022. Consultado el 8 de septiembre de 2020.
2. 1 2  «$4,000,000 Building For Park Ave. Hotel». New York Herald Tribune. 15 de octubre de 1926. p. 36. ProQuest 1112723713.
3. ↑  «MTA Neighborhood Maps: 28 St (6)». Metropolitan Transportation Authority. 2018. Archivado desde el original el 29 de agosto de 2021. Consultado el 25 de diciembre de 2020.
4. ↑  «New Grade Level Plan for Park Av. And 34th St.; Some Improvements Made. New Grade Plan Explained. Aid to Surface and Subway Traffic.». The New York Times (en inglés estadounidense). 2 de marzo de 1930. ISSN 0362-4331. Archivado desde el original el 1 de mayo de 2022. Consultado el 28 de abril de 2022.
5. ↑  Wuebber, Ingrid (September 2007). «Phase 1a Archaeological Assessment for the 37th Street Ventilation Facility, East Side Access». URS Corporation. Archivado desde el original el 17 de mayo de 2021. Consultado el 3 de mayo de 2022.
6. ↑  Gray, Christopher (21 de julio de 2011). «Putting the Park in Park Avenue». The New York Times (en inglés estadounidense). ISSN 0362-4331. Archivado desde el original el 27 de abril de 2022. Consultado el 27 de abril de 2022.
7. 1 2 3 4 5  «Foreclosure Sale on 2 Park Avenue: A. T. Stewart Bought Site for $159,950 in 1868 to Build Working Girls' Home». The New York Times. 26 Aug 1934. p. RE1. ISSN 0362-4331. ProQuest 101252430.
8. 1 2  «Park Avenue Hotel To Be Razed Soon». The Hartford Courant. 24 de septiembre de 1926. p. 7. ProQuest 557241561.
9. ↑  «Latest Dealings in Realty Field; Sale of Famous Park Avenue Hotel Pending -- Built by the Late A.T. Stewart.». The New York Times (en inglés estadounidense). 20 de noviembre de 1924. ISSN 0362-4331. Archivado desde el original el 1 de mayo de 2022. Consultado el 1 de mayo de 2022.
10. 1 2 3  «Two Park Avenue». Emporis. Archivado desde el original el 1 de mayo de 2022. Consultado el 1 de enero de 2021.
11. 1 2  Robins, 2017, p. 51
12. 1 2 3 4 5 6 7  Landmarks Preservation Commission, 2006, p. 6
13. ↑  «Buys Ninth Av. Block for a Film Exchange; A.N. Adelson to Improve Betz Parcel Between Forty-fourth and Forty-fifth Streets.». The New York Times (en inglés estadounidense). 29 de marzo de 1928. ISSN 0362-4331. Archivado desde el original el 3 de mayo de 2022. Consultado el 2 de mayo de 2022.
14. ↑  «Large Midtown Building Scheduled for Auction: Thirty-Story Structure at 2 Park Avenue To Be Sold». New York Herald Tribune. 11 Aug 1934. p. 24. ProQuest 1337006093.
15. 1 2 3 4 5 6 7  «$8,000,000 Space Leased In New Park Avenue Building: Larger Part of 900,000 Square Feet Leased in 28-Story Structure Just Completed on Site of Old Park Ave. Hotel Between 32d and 33d Streets». New York Herald Tribune. 27 de noviembre de 1927. p. C2. ProQuest 1133185958.
16. 1 2 3 4 5 6 7 8 9  Stern y Stuart, 2006, p. 104
17. 1 2 3  Landmarks Preservation Commission, 2006, pp. 6–7
18. 1 2 3 4 5 6 7 8 9 10 11 12  Landmarks Preservation Commission, 2006, p. 7
19. 1 2 3 4  Landmarks Preservation Commission, 2006, p. 5
20. 1 2 3 4 5 6  Robins, 2017, p. 52
21. ↑  Gray, Christopher (27 de agosto de 2006). «A Master of the Loft Building Gets His Day in the Spotlight». The New York Times (en inglés estadounidense). ISSN 0362-4331. Archivado desde el original el 1 de mayo de 2022. Consultado el 1 de mayo de 2022.
22. 1 2 3 4  Stern y Stuart, 2006, p. 106
23. ↑  «Use of Color On Facades Is Advised: Still a Rarity On Apartments». New York Herald Tribune. 9 Aug 1959. p. 1C. ProQuest 1338512020.
24. 1 2 3 4  Stern y Stuart, 2006, p. 105
25. ↑  Gray, Christopher (2 de octubre de 1988). «Streetscapes: The Old Squibb Building; 'Restoration' Is Adding Color To Original All-White Design». The New York Times (en inglés estadounidense). ISSN 0362-4331. Archivado desde el original el 4 de mayo de 2022. Consultado el 3 de mayo de 2022.
26. 1 2 3 4 5 6 7  «Midtown Growth of Park Avenue». The New York Times. 3 Apr 1927. p. RE2. ISSN 0362-4331. ProQuest 104228015.
27. 1 2 3 4 5  «Park Avenue New Skyscraper Filling Up From Plans: Although Steel Work Has Just Been Started on 25-Story Building, 21 P. C. of Space Is Now Leased». New York Herald Tribune. 3 Apr 1927. p. C2. ProQuest 1113536157.
28. ↑  Stern y Stuart, 2006, pp. 105–106
29. 1 2 3 4 5 6 7  Stern y Stuart, 2006, p. 109
30. 1 2 3  Robins, 2017, pp. 52–53
31. 1 2 3 4 5 6  Landmarks Preservation Commission, 2006, p. 7; Stern y Stuart, 2006, p. 106
32. ↑  Landmarks Preservation Commission, 2006, p. 7; Stern y Stuart, 2006, p. 108
33. ↑  Landmarks Preservation Commission, 2006, p. 7; Stern y Stuart, 2006, pp. 106, 108
34. 1 2  Stern y Stuart, 2006, p. 108
35. 1 2  Robins, 2017, p. 53
36. 1 2  Stern y Stuart, 2006, pp. 109–110
37. 1 2 3 4  Stern y Stuart, 2006, p. 110
38. 1 2 3 4 5 6  «Design Notebook». The New York Times (en inglés estadounidense). 8 de diciembre de 1977. ISSN 0362-4331. Archivado desde el original el 12 de junio de 2020. Consultado el 3 de mayo de 2022.
39. ↑  «2 Park Ave. Lobby Gets Act Redecorated». New York Daily News. 3 de septiembre de 1977. p. 239. Archivado desde el original el 3 de mayo de 2022. Consultado el 3 de mayo de 2022.
40. 1 2  «Loan of $4,764,600 For Park Ave. Tower». New York Herald Tribune. 20 de febrero de 1947. p. 36. ProQuest 1291189502.
41. ↑  Schlanger, Danielle (12 de diciembre de 2014). «Corporate Suites Signs Lease for Space at 2 Park Avenue». Commercial Observer. Archivado desde el original el 10 de mayo de 2021. Consultado el 3 de mayo de 2022.
42. ↑  «Appellate Court Scores Officials in Park Ave. Suit». The Brooklyn Daily Eagle. 4 de noviembre de 1927. p. 24. Consultado el 20 de julio de 2021.
43. ↑  Gray, Christopher (7 de noviembre de 2008). «History Lessons by the Numbers». The New York Times (en inglés estadounidense). ISSN 0362-4331. Archivado desde el original el 20 de julio de 2021. Consultado el 20 de julio de 2021.
44. ↑  «Old W. K. Vanderbilt Mansion And Park Avenue Hotel Sold: Property at Fifth Avenue and Fifty-second Street Acquired by Benjamin Winter for 4,000,000; Famous Old Hostelry Brings $2,000,000». The New York Herald, New York Tribune. 20 de mayo de 1925. p. 1. ProQuest 1112961901.
45. ↑  «Park Avenue Hotel, Vanderbilt Mansion, Sold as Office Sites». The New York Times (en inglés estadounidense). 20 de mayo de 1925. ISSN 0362-4331. Archivado desde el original el 1 de mayo de 2022. Consultado el 1 de mayo de 2022.
46. ↑  «Old Park Avenue Hotel Sold Second Time in Year: Henry Mandel, With Other Plans in Mind, Resells Historic Structure to Abe Adelson Who Will Replace Building Next Year With 21 Lofts». The New York Herald, New York Tribune. 21 Apr 1926. p. 40. ProQuest 1112762889.
47. ↑  «Fittings Auctioned at Park Avenue Hotel». The New York Times. 16 de septiembre de 1926. p. 44. ISSN 0362-4331. ProQuest 103836294.
48. ↑  Robins, 2017, pp. 51–52
49. 1 2  Stern y Stuart, 2006, p. 103
50. ↑  Stern y Stuart, 2006, pp. 103–104
51. ↑  «$1,250,000 Placed On Site of Old Park Ave. Hotel: $240,000 Advanced at 5 1/2 P. C. on Bronx Apartment; Other Loans in 3 Boroughs and in Suburbs». New York Herald Tribune. 7 Dec 1926. p. 37. ProQuest 1112663120.
52. ↑  «$1,250,000 Park Avenue Mortgage.». The New York Times (en inglés estadounidense). 7 de diciembre de 1926. ISSN 0362-4331. Archivado desde el original el 3 de mayo de 2022. Consultado el 1 de mayo de 2022.
53. ↑  «$6,500,000 Loan Placed.: S. W. Straus &. Co. Finance 25-story Park Avenue Building». The New York Times. 4 Jan 1927. p. 46. ISSN 0362-4331. ProQuest 104266895.
54. ↑  «$6,500,000 Is Lent For New Building On Park Avenue: S. W. Straus & Co. Finance 25-Story Commercial Structure Going Up on Old Park Ave. Hotel Site». New York Herald Tribune. 4 Jan 1927. p. 37. ProQuest 1130365778.
55. ↑  «$16,625,000 Bonds on Market Today; Syndicate Offers an $8,000,000 Issue by Porto Rican American Tobacco Company.». The New York Times (en inglés estadounidense). 4 de enero de 1927. ISSN 0362-4331. Archivado desde el original el 3 de mayo de 2022. Consultado el 2 de mayo de 2022.
56. ↑  «New Financing To-day Amounts To $30,000,000: $8,000,000 of Porto Rican American Tobacco Bonds Priced to Yield 6.10 P. C.; $6,500,000 Straus Issue». New York Herald Tribune. 4 Jan 1927. p. 29. ProQuest 1130344923.
57. ↑  «Craftsmanship Awards; Building Congress to Honor Mechanics on 2 Park Avenue.». The New York Times. 10 de julio de 1927. p. E22. ISSN 0362-4331. ProQuest 104128252.
58. ↑  «Present Cup to Builder; Head of Two Park Avenue Corporation Is Honored at Dinner.». The New York Times (en inglés estadounidense). 29 de enero de 1928. ISSN 0362-4331. Archivado desde el original el 3 de mayo de 2022. Consultado el 2 de mayo de 2022.
59. ↑  «National Bank Leases Park Avenue Corner: I the Seward to Locate on Sit of Famous Park Avenue Hotel at Thirty-second Street.». The New York Times. 4 de marzo de 1927. p. 38. ISSN 0362-4331. ProQuest 104214785.
60. ↑  «Stock Brokerage Concern Rents Store on Park Ave.: Block, Maloncy & Co. Leases Quarters in New, Large Building». New York Herald Tribune. 16 Apr 1927. p. 33. ProQuest 1113589424.
61. ↑  «New Theater Will Involve $4,000,000: Structure Will Be Erected at Broadway and Canal St.; Mills & Gibb Take Space in Park Ave. Building». New York Herald Tribune. 1 de junio de 1927. p. 37. ProQuest 1113708408.
62. ↑  «Four Firms Lease East Side Stores: Rentals of Retail Space in the Women's Club Building Are Announced.». The New York Times. 1 de junio de 1927. p. 48. ISSN 0362-4331. ProQuest 103966346.
63. ↑  «Textile Factors Get Big Space From Plans: Real Estate Transactions in the City and Suburban Fields Peierls, Buhler & Co. Will Occupy Three Floors and Part of Basement in Large Building on Park Avenue». New York Herald Tribune. 22 de marzo de 1927. p. 40. ProQuest 1113621343.
64. ↑  «$2,000,000 Rent To Be Paid for Park Ave. Space: Real Estate Transactions in City and Suburbs Robert Reis to Take Three Floors in 2 Park Avenue Building; Will Move From B'way in February». New York Herald Tribune. 21 Apr 1927. p. 40. ProQuest 1132917124.
65. ↑  «Lease on Park Av. By Robert Reis & Co.: Men's Underwear Firm to Leave Old Wholesale District at Nineteenth Street». The New York Times. 21 Apr 1927. p. 47. ISSN 0362-4331. ProQuest 104191916.
66. ↑  «Park Avenue Will Get Boy Scouts' G.H.Q.». New York Herald Tribune. 8 de noviembre de 1927. p. 37. ProQuest 1131762346.
67. ↑  «U. S. Leather Co. Leases Large Space In Mid-Town Zone: Will Forsake Old Quarters on Battery Place for Park Ave.; Madison Ave, Corner Rented for Improvement». New York Herald Tribune. 17 de septiembre de 1927. p. 25. ProQuest 1132842254.
68. ↑  «Building Employers To Establish Center On Park Avenue». New York Herald Tribune. 25 de marzo de 1927. p. 33. ProQuest 1132611248.
69. ↑  «Another Floor Leased at 2 Park Avenue: Building Trades Employers' Association to Occupy Top Floor of Structure.». The New York Times. 25 de marzo de 1927. p. 37. ISSN 0362-4331. ProQuest 104222343.
70. ↑  «Model Club for Building Trades; Employers' Association Lease to Make 2 Park Avenue "N.Y. Builders' Exchange"». The New York Times (en inglés estadounidense). 28 de marzo de 1927. ISSN 0362-4331. Archivado desde el original el 3 de mayo de 2022. Consultado el 1 de mayo de 2022.
71. ↑  «Architects Take Two Floors In Tower at 2 Park Avenue». The New York Times (en inglés estadounidense). 30 de agosto de 1927. ISSN 0362-4331. Archivado desde el original el 3 de mayo de 2022. Consultado el 1 de mayo de 2022.
72. ↑  «Tammany Quits Historic Hall for Park Av.; 8 Trucks Take Trophies to Temporary Home». The New York Times (en inglés estadounidense). 6 de julio de 1928. ISSN 0362-4331. Archivado desde el original el 25 de junio de 2021. Consultado el 25 de noviembre de 2019.
73. ↑  «$2,500,000 Park Av. Loan; Second Mortgage Covers 25-Story Building at 32d Street.». The New York Times (en inglés estadounidense). 27 de julio de 1929. ISSN 0362-4331. Archivado desde el original el 3 de mayo de 2022. Consultado el 2 de mayo de 2022.
74. ↑  «$2,500,000 Mortgage Placed: Straus Takes Loan on Adelson's Park Avenue Building». New York Herald Tribune. 27 de julio de 1929. p. 24. ProQuest 1111731022.
75. ↑  «Club in Clouds Will Use Top of Chrysler Building». New York Herald Tribune. 9 Aug 1929. p. 30. ProQuest 1111730251.
76. ↑  Phillips, Robert W. (27 Jan 1929). «Structures Will Be Larger And Higher: Chimneys' Fifteen to Eighteen Stories in Height Barred by Economies Zoning Plays Big Part Trend to Mass Construction Will Be Feature of Year». New York Herald Tribune. p. D28. ProQuest 1111946515.
77. ↑  «Royal Typewriter Rents in Park Av.». The New York Times (en inglés estadounidense). 10 de junio de 1930. ISSN 0362-4331. Archivado desde el original el 3 de mayo de 2022. Consultado el 2 de mayo de 2022.
78. ↑  «Metropolitan Life in 2 Park Avenue.». The New York Times (en inglés estadounidense). 28 de marzo de 1931. ISSN 0362-4331. Archivado desde el original el 3 de mayo de 2022. Consultado el 2 de mayo de 2022.
79. ↑  «Cluett, Peabody & Co. Lease In 2 Park Avenue Building». The New York Times (en inglés estadounidense). 3 de diciembre de 1931. ISSN 0362-4331. Archivado desde el original el 3 de mayo de 2022. Consultado el 2 de mayo de 2022.
80. ↑  «Leather Firm Rents Quarters On Park Avenue: Bayer Robertson Compnny Is 8th Firm of Its Kind to Locate in the Building». New York Herald Tribune. 24 Jan 1932. p. D2. ProQuest 1114487692.
81. ↑  «Renting in 2 Park Avenue; Handkerchief Companies Listed Among New Tenants.». The New York Times (en inglés estadounidense). 15 de febrero de 1933. ISSN 0362-4331. Archivado desde el original el 3 de mayo de 2022. Consultado el 2 de mayo de 2022.
82. ↑  «Sues to Foreclose on Loft at 2 Park Av.; Bank Offers Reorganization Plan in Action Involving Mortgage for $6,500,000.». The New York Times (en inglés estadounidense). 7 de febrero de 1934. ISSN 0362-4331. Archivado desde el original el 3 de mayo de 2022. Consultado el 2 de mayo de 2022.
83. ↑  «Suit Asks Foreclosure On 2 Park Ave. Building». New York Herald Tribune. 7 de febrero de 1934. p. 20. ProQuest 1243050701.
84. ↑  «Bond Plan Approved for Park Av. Building; $8,175,500 Reorganization First Under Burchill Law Extending Schackno Act.». The New York Times (en inglés estadounidense). 7 de julio de 1934. ISSN 0362-4331. Archivado desde el original el 3 de mayo de 2022. Consultado el 2 de mayo de 2022.
85. ↑  «Large Midtown Structure Faces Sale at Auction: Twenty-five-Story Building at 2 Park Avenue Up on Lien of $6,045,036». New York Herald Tribune. 26 Aug 1934. p. G1. ProQuest 1237341505.
86. ↑  «Large Midtown Properties Sold In Foreclosure: Reorganization Syndicate Acquires 2 Park Avenue». New York Herald Tribune. 31 Aug 1934. p. 34. ProQuest 1242855399.
87. ↑  «Realty Auctioned Under New Ruling; Bondholders and Owners Agree on Plan for Park Avenue Skyscraper.». The New York Times (en inglés estadounidense). 31 de agosto de 1934. ISSN 0362-4331. Archivado desde el original el 3 de mayo de 2022. Consultado el 2 de mayo de 2022.
88. ↑  «1,000 Seek Properties Mortgage Board Offers». New York Herald Tribune. 13 Aug 1935. p. 32. ProQuest 1242905451.
89. ↑  «City Rents Quarters for Hunter College; $160,000 Yearly Will Be Paid for Several Floors of Building at 2 Park Avenue.». The New York Times (en inglés estadounidense). 28 de febrero de 1936. ISSN 0362-4331. Archivado desde el original el 3 de mayo de 2022. Consultado el 2 de mayo de 2022.
90. ↑  «Another Floor Leased at 2 Park Avenue: Building Trades Employers' Association to Occupy Top Floor of Structure.». The New York Times. 25 de marzo de 1927. p. 37. ISSN 0362-4331. ProQuest 1329593523.
91. ↑  «Hunter Addition Ready for Classes; Studies Curtailed When Fire Razed Old Quarters, Will Be Resumed Tomorrow.». The New York Times (en inglés estadounidense). 29 de marzo de 1936. ISSN 0362-4331. Archivado desde el original el 3 de mayo de 2022. Consultado el 2 de mayo de 2022.
92. ↑  «School Continues Four-floor Lease; City Renews Contract for Use of 2 Park Ave. Space as Hunter Annex». The New York Times (en inglés estadounidense). 7 de abril de 1938. ISSN 0362-4331. Archivado desde el original el 3 de mayo de 2022. Consultado el 2 de mayo de 2022.
93. ↑  «Textile Firm Rents 2 Park Ave. Space; Bibb Manufacturing Company Will End 60 Years' Tenancy in Leonard Street». The New York Times (en inglés estadounidense). 20 de junio de 1940. ISSN 0362-4331. Archivado desde el original el 3 de mayo de 2022. Consultado el 2 de mayo de 2022.
94. ↑  «HOLC Regional Office Moving to 2 Park Avenue». The New York Times (en inglés estadounidense). 16 de octubre de 1941. ISSN 0362-4331. Archivado desde el original el 3 de mayo de 2022. Consultado el 2 de mayo de 2022.
95. ↑  «U. S. Delegation To U.N. Getting New Quarters: Now Crowded in 2 Separate Offices, Staff Will All Be at 2 Park Avenue». New York Herald Tribune. 26 de febrero de 1947. p. 10B. ProQuest 1291202399.
96. ↑  «Hearing Is Opened on CIO Radio Union; NLRB Examiner Hears Charge of Unfair Labor Practices in Contract Negotiation». The New York Times (en inglés estadounidense). 28 de julio de 1948. ISSN 0362-4331. Archivado desde el original el 3 de mayo de 2022. Consultado el 2 de mayo de 2022.
97. ↑  Barrett, George (27 de noviembre de 1949). «Our Global Embassy On Park Avenue; With an unstuffy air and in ungilded quarters, the U. N. Mission carries on a world diplomacy.». The New York Times (en inglés estadounidense). ISSN 0362-4331. Archivado desde el original el 3 de mayo de 2022. Consultado el 2 de mayo de 2022.
98. ↑  «2 Park Ave. Refinanced By $4,764,600 Mortgage». The New York Times. 20 de febrero de 1947. p. 44. ISSN 0362-4331. ProQuest 107831435.
99. ↑  «Leases in 2 Park Avenue; Bankers Trust Takes Floor for a Clerical Division». The New York Times (en inglés estadounidense). 20 de diciembre de 1950. ISSN 0362-4331. Archivado desde el original el 3 de mayo de 2022. Consultado el 2 de mayo de 2022.
100. ↑  «Free Europe Rents Park Av. Quarters». The Hartford Courant. 18 de julio de 1956. p. A8. ProQuest 1327305966.
101. ↑  «Park Ave. Deal Closed; Webb & Knapp Gets Control of 28-Story Offices». The New York Times (en inglés estadounidense). 23 de abril de 1953. ISSN 0362-4331. Archivado desde el original el 3 de mayo de 2022. Consultado el 2 de mayo de 2022.
102. ↑  «$6,750,000 Loan For 2 Park Ave». New York Herald Tribune. 5 de noviembre de 1953. p. 31. ProQuest 1319990886.
103. ↑  «Connecticut General Makes Big Loan to Webb & Knapp Concern». The Hartford Courant. 5 de noviembre de 1953. p. 25. ProQuest 562620536.
104. 1 2 3  «Breitbart Co. Buys Offices On Park Ave». New York Herald Tribune. 7 de junio de 1962. p. 21. ProQuest 1326939941.
105. 1 2 3 4 5  «2 Park Avenue». The Real Deal. 13 de marzo de 2019. Archivado desde el original el 3 de mayo de 2022. Consultado el 3 de mayo de 2022.
106. ↑  «News of Realty: a Park Ave. Move; Textbook Concern Leases 11,300 Square Feet». The New York Times (en inglés estadounidense). 8 de abril de 1968. ISSN 0362-4331. Archivado desde el original el 4 de mayo de 2022. Consultado el 3 de mayo de 2022.
107. ↑  Zukosky, Jerome (9 de marzo de 1960). «Webb & Knapp Calls Its Financing Problems Toughest It's Faced Yet: Sell-Off of Real Estate Rises, And Public Funds May Be Sought». Wall Street Journal. p. 26. ISSN 0099-9660. ProQuest 132616413.
108. 1 2  «Testimony Indicates Zeckendorf Got Profit Of $750,000 in 1961 Sale: Former Webb & Knapp Chairman Tells Reorganization Hearing About Real Estate Transaction». Wall Street Journal. 7 de marzo de 1967. p. 24. ISSN 0099-9660. ProQuest 133235261.
109. ↑  «Leasehold Taken at 2 Park Avenue; Breitbart in a Deal for Blockfront Building». The New York Times (en inglés estadounidense). 7 de junio de 1962. ISSN 0362-4331. Archivado desde el original el 1 de mayo de 2022. Consultado el 1 de mayo de 2022.
110. ↑  «Leasehold at 2 Park Ave. Is Sold for $8,350,000». The New York Times (en inglés estadounidense). 24 de julio de 1962. ISSN 0362-4331. Archivado desde el original el 4 de mayo de 2022. Consultado el 2 de mayo de 2022.
111. ↑  Wright, Robert A. (20 de abril de 1967). «Waste Charged to Zeckendorf and Associates; Trustee for Webb & Knapp Seeking Court Authority to Sue for $50-Million». The New York Times (en inglés estadounidense). ISSN 0362-4331. Archivado desde el original el 4 de mayo de 2022. Consultado el 3 de mayo de 2022.
112. ↑  Bedingfield, Robert E. (11 de febrero de 1972). «2 Zeckendorf Suits End;». The New York Times (en inglés estadounidense). ISSN 0362-4331. Archivado desde el original el 4 de mayo de 2022. Consultado el 3 de mayo de 2022.
113. ↑  «News of the Realty Trade». The New York Times (en inglés estadounidense). 2 de mayo de 1976. ISSN 0362-4331. Archivado desde el original el 4 de mayo de 2022. Consultado el 3 de mayo de 2022.
114. ↑  Horsley, Carter B. (7 Aug 1977). «Realty News: Flurry of Change On Fifth Avenue Flurry of Change on Fifth Avenue». The New York Times. p. R1. ISSN 0362-4331. ProQuest 123264843.
115. ↑  Whitman, Alden (5 de marzo de 1971). «Morris Resigns in Harper's Dispute». The New York Times (en inglés estadounidense). ISSN 0362-4331. Archivado desde el original el 4 de mayo de 2022. Consultado el 3 de mayo de 2022.
116. ↑  Kleinfield, N. r (9 de abril de 1981). «Owners Still Gamble on Esquire». The New York Times (en inglés estadounidense). ISSN 0362-4331. Archivado desde el original el 4 de mayo de 2022. Consultado el 3 de mayo de 2022.
117. ↑  Slesin, Suzanne (18 de febrero de 1982). «Design Notebook». The New York Times (en inglés estadounidense). ISSN 0362-4331. Archivado desde el original el 4 de mayo de 2022. Consultado el 3 de mayo de 2022.
118. 1 2  Levitt, Leonard (21 de mayo de 1990). «A $3M Windfall On the Hush-Hush». Newsday. pp. 7, 27, 30. Archivado desde el original el 3 de mayo de 2022. Consultado el 3 de mayo de 2022.
119. 1 2 3  Scardino, Albert (4 de diciembre de 1986). «Talking Deals; A Realty Bid, On a Deadline». The New York Times (en inglés estadounidense). ISSN 0362-4331. Archivado desde el original el 4 de mayo de 2022. Consultado el 3 de mayo de 2022.
120. 1 2 3 4 5  Levitt, Leonard (22 de enero de 1990). «$7M Award to Receiver Raises Some Eyebrows». Newsday. pp. 4, 25. Archivado desde el original el 3 de mayo de 2022. Consultado el 3 de mayo de 2022.
121. ↑  Barron, James (15 de julio de 1995). «After Years Of Fighting Big Losses, A Retreat». The New York Times (en inglés estadounidense). ISSN 0362-4331. Archivado desde el original el 4 de mayo de 2022. Consultado el 3 de mayo de 2022.
122. ↑  Miller, Bryan (20 de marzo de 1992). «Restaurants». The New York Times (en inglés estadounidense). ISSN 0362-4331. Archivado desde el original el 4 de mayo de 2022. Consultado el 3 de mayo de 2022.
123. ↑  «Mendik Company To Form a REIT». The New York Times (en inglés estadounidense). 15 de diciembre de 1996. ISSN 0362-4331. Archivado desde el original el 4 de mayo de 2022. Consultado el 3 de mayo de 2022.
124. 1 2  Pacelle, Mitchell (20 Dec 1996). «Mendik plans to sell a majority interest in seven Manhattan office buildings». Wall Street Journal. p. A11, A1. ISSN 0099-9660. ProQuest 398703081.
125. ↑  Bagli, Charles V. (13 de marzo de 1997). «Big Realty Trust to Take Over 7 Manhattan Office Towers, Long a Family's Domain». The New York Times (en inglés estadounidense). ISSN 0362-4331. Archivado desde el original el 4 de mayo de 2022. Consultado el 3 de mayo de 2022.
126. ↑  Grant, Peter (13 de marzo de 1997). «Buildings bonanza». New York Daily News. p. 42. Archivado desde el original el 3 de mayo de 2022. Consultado el 3 de mayo de 2022.
127. ↑  Lueck, Thomas J. (11 de julio de 1993). «Commercial Property: The Flatiron Building; Charm and Favorable Rents Nail Publishers Down». The New York Times (en inglés estadounidense). ISSN 0362-4331. Archivado desde el original el 21 de abril de 2022. Consultado el 21 de abril de 2022.
128. ↑  Wells, Patricia (8 de junio de 2001). «On The Back Burner : Cheese Heaven». The New York Times (en inglés estadounidense). ISSN 0362-4331. Archivado desde el original el 4 de mayo de 2022. Consultado el 3 de mayo de 2022.
129. ↑  Murray, Christian (6 de noviembre de 2001). «Hartford Financial Returns to NYC». Newsday. p. 47. Archivado desde el original el 3 de mayo de 2022. Consultado el 3 de mayo de 2022.
130. ↑  Herman, Eric (15 de mayo de 2003). «Vornado selling 2 Park Ave.». New York Daily News. p. 41. Archivado desde el original el 6 de mayo de 2022. Consultado el 3 de mayo de 2022.
131. ↑  Wax, Alan J. (7 Aug 2003). «German REIT to Buy Two Park Ave. Building». Newsday. p. A50. ProQuest 279664315.
132. ↑  «Fragrance giant signs 75,000 s/f lease on Park». Real Estate Weekly. 1 de marzo de 2006. Archivado desde el original el 3 de mayo de 2022. Consultado el 3 de mayo de 2022.
133. ↑  «Two buildings designated». CityLand. 15 de mayo de 2006. Consultado el 19 de octubre de 2022.
134. ↑  «Harlem Real Estate Project Takes a New Shape». Crains New York Business. 7 de agosto de 2006. Archivado desde el original el 26 de febrero de 2021. Consultado el 3 de mayo de 2022.
135. ↑  «The Repositionist of 2 Park Avenue». Observer. 20 de diciembre de 2011. Archivado desde el original el 3 de mayo de 2022. Consultado el 3 de mayo de 2022.
136. ↑  Samtani, Hitem (22 de julio de 2013). «Kate Spade expands at Morgan Stanley's 2 Park Ave.». The Real Deal New York (en inglés estadounidense). Archivado desde el original el 3 de mayo de 2022. Consultado el 3 de mayo de 2022.
137. ↑  Colvin, Jill (23 de junio de 2011). «Park Ave. Building Manager Wants to Ban Food Trucks From His Doorstep». DNAinfo New York. Archivado desde el original el 18 de noviembre de 2017. Consultado el 3 de mayo de 2022.
138. ↑  «2 Park Avenue tires of food trucks, seeks protection for retail tenants - The Real Deal». The Real Deal New York (en inglés estadounidense). 24 de junio de 2011. Archivado desde el original el 3 de mayo de 2022. Consultado el 3 de mayo de 2022.
139. ↑  «What's the Deal: Commercial Leases, Renewals and Extensions». Wall Street Journal (en inglés estadounidense). 3 de febrero de 2014. ISSN 0099-9660. Archivado desde el original el 6 de mayo de 2022. Consultado el 3 de mayo de 2022.
140. ↑  «Morgan Stanley's 2 Park Avenue now fully leased». The Real Deal New York (en inglés estadounidense). 3 de febrero de 2014. Archivado desde el original el 3 de mayo de 2022. Consultado el 3 de mayo de 2022.
141. ↑  Palmieri, Jean E. (5 de noviembre de 2015). «Delta Galil Celebrates New Offices». WWD. Archivado desde el original el 3 de mayo de 2022. Consultado el 3 de mayo de 2022.
142. ↑  Delaporte, Gus (13 de febrero de 2014). «Textile Firm Signs 2 Park Avenue Sublease». Commercial Observer. Archivado desde el original el 3 de mayo de 2022. Consultado el 3 de mayo de 2022.
143. ↑  Bockmann, Rich (13 de julio de 2016). «The Trade Desk inks 49K sf sublease with Gilt Group». The Real Deal New York (en inglés estadounidense). Archivado desde el original el 3 de mayo de 2022. Consultado el 3 de mayo de 2022.
144. ↑  Rao, Rheaa (14 de julio de 2016). «Morgan Stanley's Park Avenue Building Has a New Addition». Commercial Observer. Archivado desde el original el 14 de mayo de 2021. Consultado el 3 de mayo de 2022.
145. ↑  Stern y Stuart, 2006, pp. 108–109
146. ↑  Goldberger, Paul (2 de marzo de 1975). «Chic spires». The New York Times (en inglés estadounidense). ISSN 0362-4331. Archivado desde el original el 4 de mayo de 2022. Consultado el 3 de mayo de 2022.